# به جای دیگری
به جای دیگری کتابی از مصطفی خرامان است که در سال ۱۳۷۵ منتشر و در مراسم کتاب سال جمهوری اسلامی ایران به‌عنوان کتاب شایسته تقدیر معرفی شد.